# РБК-250
РБК-250 АО-1 (Разовая Бомбовая Кассета) — элемент авиационного вооружения («кассетная бомба») калибра 250 мм и массой 273 кг, снаряженный 150 осколочными боеприпасами AO-1. Общий вес боевой части кассеты 150 кг. Площадь поражения — 4800 м². Можно устанавливать на Су-17 и на Ми-24.

## Применение
РБК-250 применялись во время Афганской войны истребительно-бомбардировочной и штурмовой авиацией, а также с вертолётов. В частности, за три недели операции «Волна» в 1985 году советской авиацией было сброшено 416 кассет РБК-250.
Использовались в ходе чеченской войны.
По утверждению международной организации Human Rights Watch, бомба применялась российской авиацией в августе 2008 года, при бомбардировке г. Гори во время войны в Грузии. Генеральный штаб ВС РФ отрицает использование кассетных боеприпасов в ходе данного конфликта.